# Yoddamrong Sithyodthong
Yoddamrong Sithyodthong est un boxeur thaïlandais né le 15 février 1981 à Uthai Thani et mort le 3 septembre 2011.

## Carrière
Passé professionnel en 1996, il devient champion du monde des poids super-coqs WBA le 21 février 2002 après sa victoire aux points contre Yober Ortega. Battu dès le combat suivant par Osamu Sato le 18 mai 2002, il met un terme à sa carrière en 2007 sur un bilan de 44 victoires, 7 défaites et 1 match nul.